# Lynda Cornet
Lynda Ann Cornet (ur. 26 stycznia 1962 w Lejdzie) – holenderska wioślarka, brązowa medalistka olimpijska.

## Kariera
Wystąpiła na igrzyskach olimpijskich w Los Angeles w 1984, gdzie osada Holandii w składzie: Nicolette Hellemans, Lynda Cornet, Harriet van Ettekoven, Greet Hellemans, Marieke van Drogenbroek, Anne-Marie Quist, Catalien Neelissen, Wiljon Vaandrager i Marty Laurijsen (sterniczka) zdobyła brązowy medal w ósemkach. W finale uplasowały się o 3,12 sekundy za osadą USA i 1,05 sekundy za Rumunkami. Na tych samych igrzyskach zajęła czwarte miejsce w dwójkach bez sternika, walkę o podium przegrywając z Niemkami o 3,51 sekundy. 
Była też między innymi ósma w dwójkach bez sternika na mistrzostwach świata w Duisburgu (1983).
Po zakończeniu kariery została dentystką.